# Aerodinamička sila otpora
Aerodinamička sila otpora je sila koja djeluje suprotno od smjera kretanja nekog krutog tijela. Tijela imaju najmanju silu otpora ako im je uzdužna os u smjeru strujanja zraka.
Otpor tijela koji se kreće kroz zrak ovisi o:
- gustoći zraka kroz koje se tijelo giba,
- obliku tijela, njegovoj veličini, položaju u struji zraka i glatkoći površina, tj. površini dodirnih ploha tijela i zraka
- površini presjeka tijela na najdebljem mjestu, okomito na pravac gibanja,
- brzini gibanja tijela kroz zrak, pri čemu otpor raste s kvadratom brzine ({\displaystyle {\frac {\rho \cdot v^{2}}{2}}}).

Veličina otpora tijela računa se pomoću jednadžbe:
{\displaystyle R=C_{x}\cdot S\cdot {\frac {\rho \cdot v^{2}}{2}}},
gdje je:
- R  - cjelokupna aerodinamička sila otpora.
- Cx  – Koeficijent sile otpora tijela. Veličina se određuje istraživanjem, najčešće u aerodinamičkim tunelima, i ovisi o obliku, veličini tijela, položaju u struji zraka i glatkoći površina. Tijela aerodinamičkog oblika imaju najmanji a ravna ploča najveći koeficijent otpora.
- S  površina presjeka tijela na najdebljem mjestu, okomito na pravac gibanja mjereno u m2
- ρ  gustoća zraka (ili drugog fluida u kojem se tijelo nalazi) u kg/m3
- v  brzina kretanja tijela u m/s.